# Xenorhiza hamada
Xenorhiza hamada är en biart som först beskrevs av Cheesman 1948.  Xenorhiza hamada ingår i släktet Xenorhiza och familjen korttungebin. Inga underarter finns listade i Catalogue of Life.